# پورشه ۹۹۶

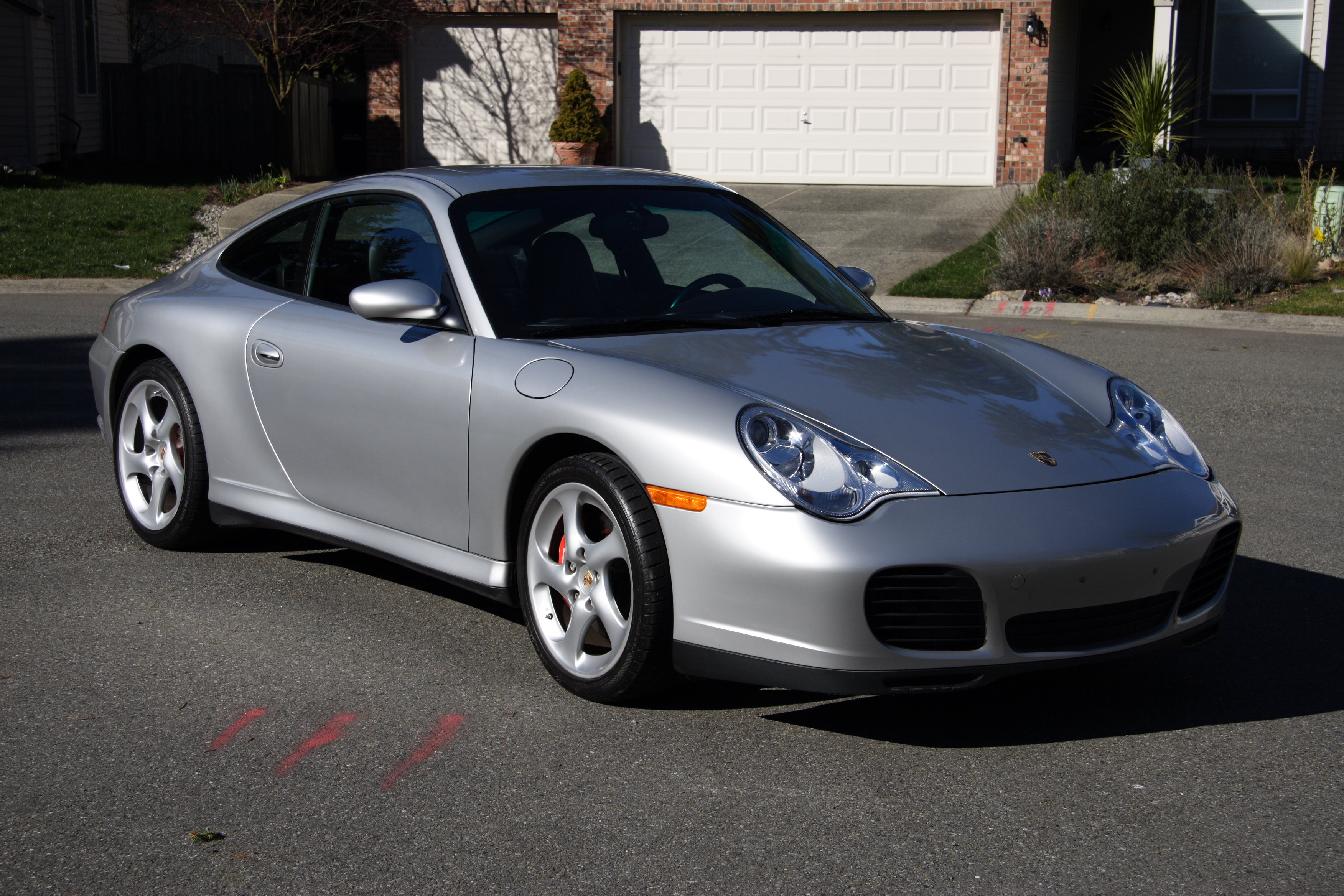

پورشه ۹۹۶ (Porsche ۹۹۶) خودرویی است که در سال‌های ۱۹۹۷ تا ۲۰۰۵ در اشتوتگارت آلمان تولید شده‌است.
طراحی آن موتور عقب، توزیع نیروی پیشران و خودرو چهار چرخ محرک بوده است. سیستم جعبه‌دندهٔ آن ۶ دنده به دو صورت خودکار و دستی است.